# Stictoptera ochrifascia
Stictoptera ochrifascia là một loài bướm đêm trong họ Noctuidae.